# Escuadrilla de Paracaidismo "Boinas Azules"
La Escuadrilla de Paracaidismo Boinas Azules es una unidad de paracaidismo acrobático de presentación de la Fuerza Aérea de Chile que junto con la Escuadrilla de Alta Acrobacia "Halcones", la Escuadrilla de Bandas y la Escuadrilla de Vuelo sin Motor, conforman el Grupo de Presentaciones de la Fuerza Aérea de Chile.

## Misión
Realizar exhibiciones de paracaidismo efectuando acrobacias al más alto nivel de destreza y profesionalismo con el propósito de incrementar en la ciudadanía la conciencia Aérea Nacional. 
Así mismo dentro de sus integrantes, seleccionar un equipo que representará a la Institución en los campeonatos de esta disciplina tanto en el ámbito civil como el militar, eventualmente apoyar a unidades de Fuerzas Especiales en diversas técnicas de paracaidismo o en lo que se requiera.

## Historia
La historia de La Escuadrilla de Paracaidismo "Boinas Azules", se remonta al año 1970 en la Base Aérea "El Bosque". Esta Unidad de la Fuerza Aérea de Chile nace como Club de Paracaidismo "Boinas Azules", respondiendo al deseo de un grupo de Oficiales y Suboficiales quienes se organizaron para la práctica de esta disciplina.
En un principio trabajaron en la titánica labor de reciclar los viejos paracaídas de piloto, utilizados en las aeronaves de la Institución, y que luego de ser modificados, permitían su utilización en el salto libre.
Luego de meses de instrucción autodidacta en la Base Aérea "El Bosque", el mando institucional de la época decide apoyar esta actividad y es así, como realiza gestiones con la Escuela de Paracaidistas y Fuerzas Especiales del Ejército de Chile para realizar la instrucción a este primer curso de paracaidistas libres deportivos.
Es así, como el 27 de noviembre de 1970, en la Base Aérea de "Colina" se realiza el primer salto de los paracaidistas "Boinas Azules", que curiosamente no se ejecutó desde un avión, sino desde un helicóptero Bell UH-1H.
Desde entonces, se realizaron muchas exhibiciones en representación de la Fuerza Aérea de Chile, siendo su primer líder, el entonces Teniente (DA) Leonardo Antonucci Salazar.
En el año 1987, y con motivo de la activación del Grupo de Aviación N° 11, esta agrupación que hasta ese momento funcionó como Club de Paracaidismo "Boinas Azules", pasó a denominarse Escuadrilla de Paracaidismo "Boinas Azules", Unidad que reúne a los aviadores paracaidistas libres, que representan desde entonces a la Institución, creando conciencia aérea nacional a través del desarrollo de la actividad del Paracaidismo.

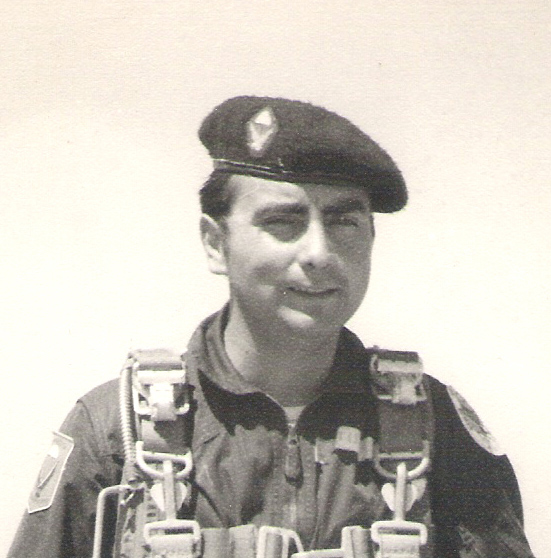
Teniente (DA)Leonardo Antonucci Salazar

Sólo en la última década, han efectuado más de 25 mil saltos, tanto en Chile como en el extranjero, obteniendo diversos títulos en Campeonatos Nacionales e Internacionales. El año 1997 logran el título de campeones latinoamericanos de Precisión de Aterrizaje, en el campeonato realizado de esta disciplina en Girardot, Colombia. Ese mismo año, pasan a depender de la II Brigada Aérea, y junto con la Escuadrilla de Alta Acrobacia "Halcones", conforman la Escuadrilla de Presentación de la Fuerza Aérea de Chile.
Además de su constante trabajo de difusión, esta unidad apoya el desarrollo y perfeccionamiento de las técnicas de salto libre a las unidades de Fuerzas Especiales de la Institución, como también la investigación y desarrollo científico en materias de fisiología de vuelo, al apoyar los actividades realizadas por el Centro de Medicina Aeroespacial (CMAE) en dicho campo.
En enero de 2006, la Escuadrilla de Paracaidismo "Boinas Azules", es asignada a la Escuela de Especialidades Sargento 1° Adolfo Menadier Rojas, alma mater de los Suboficiales de la Institución. en este ámbito la Unidad desempeña funciones de docencia a los futuros aviadores y promociona el ingreso a la Fuerza Aérea de Chile.
El año 2012 y en conjunto con la Escuadrilla de Alta Acrobacia "Halcones" y la Escuadrilla de Bandas, pasa a conformar el Grupo de Presentaciones de la Fuerza Aérea de Chile.

## ¿Que es un Boina Azul?

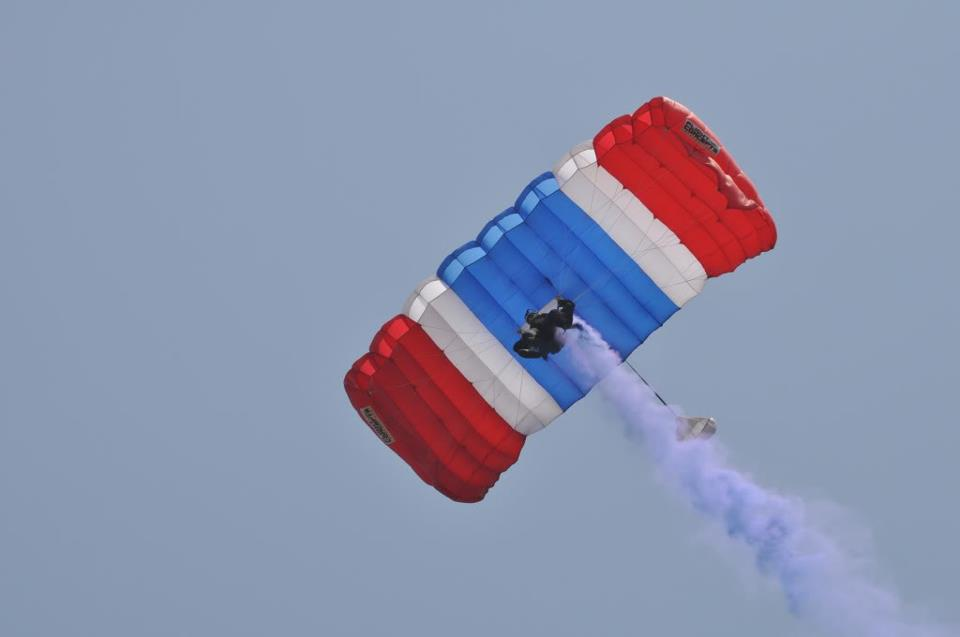
Boina Azul con Bomba de Humo

Un Boina Azul es un aviador militar, miembro de la Fuerza Aérea de Chile, entrenado en diversas técnicas de paracaidismo que le permiten, entre otras misiones, realizar demostraciones de la especialidad al más alto nivel de destreza, en pro del incremento de la conciencia aérea nacional por medio de las capacidades profesionales del personal Institucional.
Los "Boinas Azules" son miembros activos de la Fuerza Aérea de Chile que luego de un proceso de postulación completaran un programa de entrenamiento de 5 semanas, en el que aprenderán las técnicas básicas de paracaidismo libre.
Los "Boinas Azules" están entrenados además en técnicas de Paracaidismo Militar Básico, Empaque, Mantenimiento y Abastecimiento Aéreo (EMABA)y técnicas de paracaidismo TÁNDEM que les permite transportar pasajeros.

## Nombre y Símbolo de la Unidad

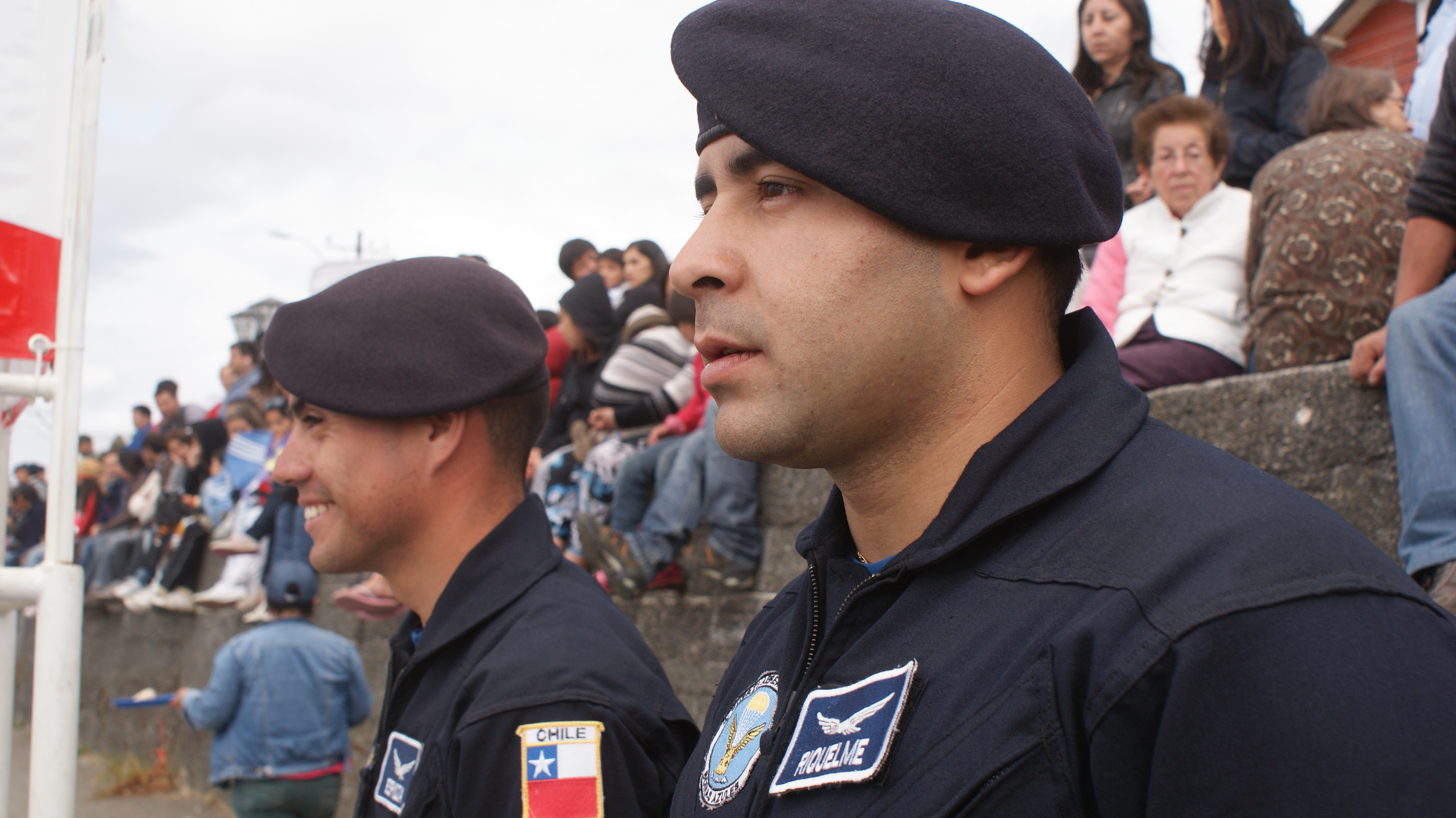
integrantes de la Unidad con su boina caracateristica

El nombre "Boinas Azules", deriva de la boina, símbolo de los paracaidistas a nivel mundial y del Azul color representativo de la Fuerza Aérea, con este nombre, se representaría a cada uno de los miembros de la Fuerza Aérea de Chile.

## Hitos de la Unidad

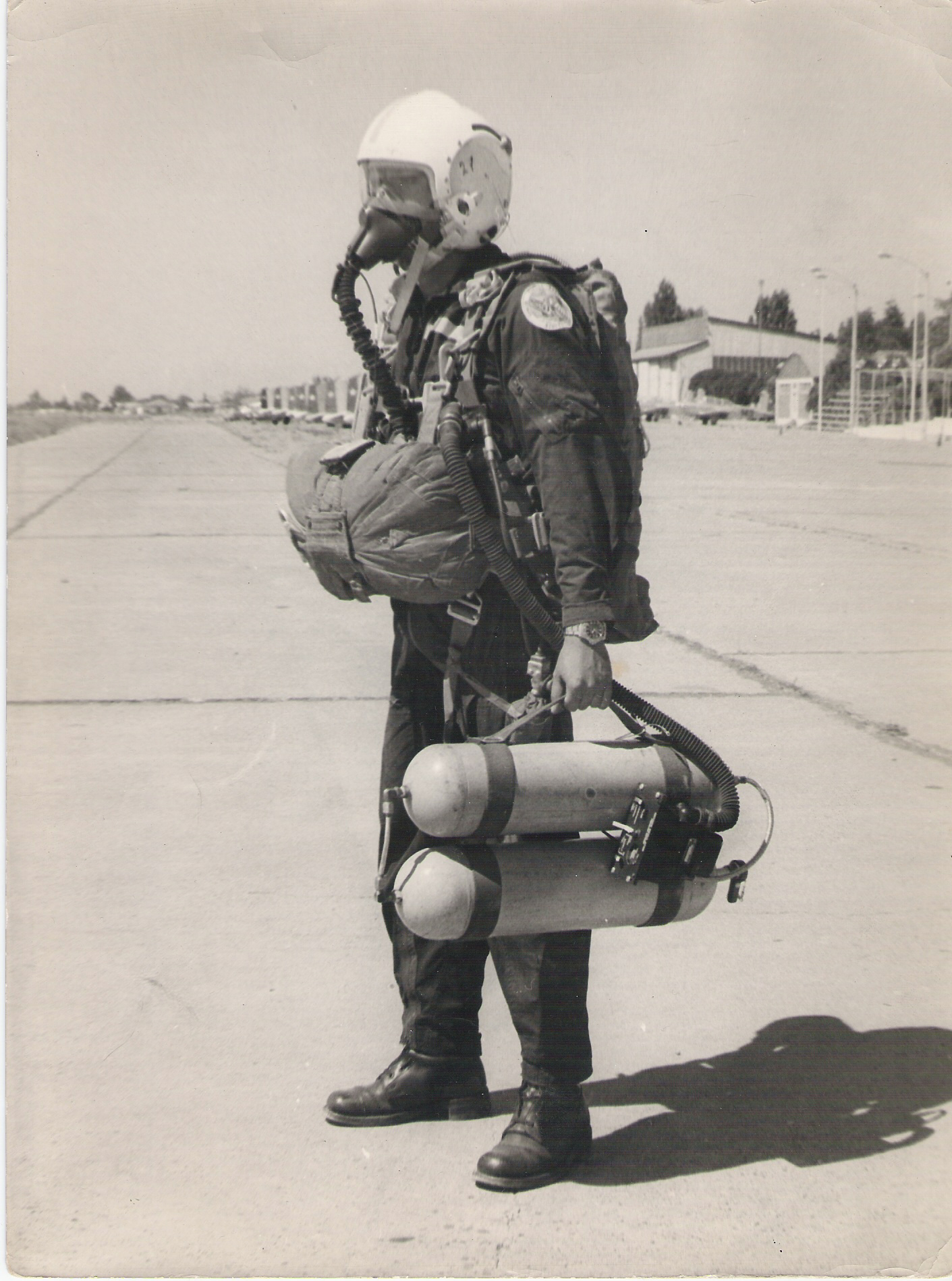
Teniente (DA) Antonucci, preparándose para realizar el primer salto HALO en Chile.

En el año 1980 y con motivo del cincuentenario de la creación de nuestra Institución, los "Boinas Azules" marcan un hito mundial, sin precedentes hasta esos momentos al realizar el primer salto en el Continente Antártico el 22 de marzo de 1980, desde un avión C-130 del Grupo de Aviación N° 10. Los cinco paracaidistas descendieron suavemente en suelo antártico portando el pabellón patrio Chileno.

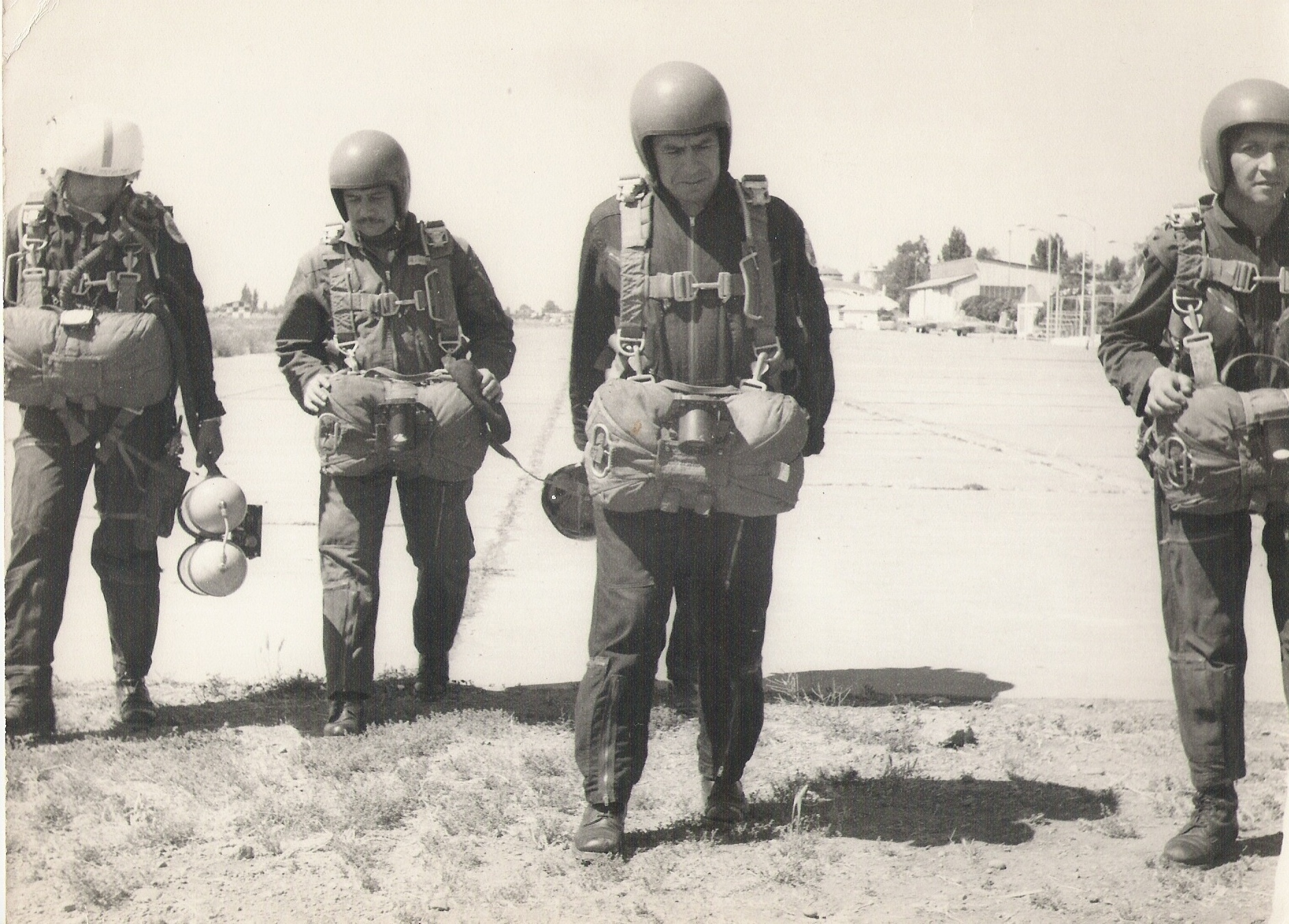
Boinas Azules antes del primer salto HALO en Chile